# 無敵のキャリア・ガール
『無敵のキャリア･ガール』（むてきのキャリア・ガール）は、岡村孝子の通算18枚目のシングル。1993年9月1日発売。発売元はファンハウス（現・ソニー・ミュージックレーベルズ）。

## 解説
9枚目のアルバム『満天の星』（1993年7月28日）からのシングルカット。アルバムでもカップリングの「夢見る頃を過ぎても」と共に1・2曲目に収録されている。
シングル・ジャケットでは、岡村がOLに扮したファッションに身を包んでいる。かつて「OLの教祖」などと言われたが、そういう姿を見られる機会はあまりない。

## 収録曲
1. 無敵のキャリア・ガール　（4:46）
  - 作詞・作曲: 岡村孝子 、編曲: 清水信之
コンサートでよく演奏され、会場が盛り上がる曲。
2. 夢見る頃を過ぎても　（6:13）
  - 作詞・作曲: 岡村孝子 、編曲: 萩田光男
3. 無敵のキャリア・ガール　～Original Karaoke～

## 楽曲の収録作品
- 無敵のキャリア・ガール
  - 満天の星　（9th アルバム）
  - HISTOIRE
  - 岡村孝子ベスト SUPER BEST 2000
  - DO MY BEST
  - T's BEST season 1
- 無敵のキャリア・ガール （Remix）
  - After Tone III
- 夢見る頃を過ぎても
  - 満天の星
  - 夢見る頃を過ぎても
  - 岡村孝子ベスト SUPER BEST 2000
- 夢見る頃を過ぎても （Remix）
  - After Tone III